# São Dinis
São Dinis ist ein Ort und eine ehemalige Gemeinde (Freguesia) im portugiesischen Kreis Vila Real. Die Gemeinde hatte 3919 Einwohner (Stand 30. Juni 2011).
Am 29. September 2013 wurden die Gemeinden Vila Real (São Dinis), Vila Real (Nossa Senhora da Conceição) und Vila Real (São Pedro) zur neuen Gemeinde União das Freguesias de Vila Real (Nossa Senhora da Conceição, São Pedro e São Dinis), die seit 2015 den Namen Freguesia de Vila Real führt, zusammengeschlossen.